# Spermacoce dolichosperma
Spermacoce dolichosperma är en måreväxtart som beskrevs av Harwood. Spermacoce dolichosperma ingår i släktet Spermacoce och familjen måreväxter. Inga underarter finns listade i Catalogue of Life.